# Редкоземельные элементы
Редкоземе́льные элеме́нты (Редкие земли; аббр. РЗЭ, англ. TR, REE, REM) — группа из 17 элементов, включающая скандий, иттрий и лантаноиды (лантан, церий, празеодим, неодим, прометий, самарий, европий, гадолиний, тербий, диспрозий, гольмий, эрбий, тулий, иттербий, лютеций).
Редкоземельные элементы проявляют между собой большое сходство химических и некоторых физических свойств, что объясняется почти одинаковым строением наружных электронных уровней их атомов. Все они металлы серебристо-белого цвета, при том все имеют сходные химические свойства (наиболее характерна степень окисления +3). Редкоземельные элементы получают восстановлением соответствующих оксидов и фторидов, электролизом безводных солей и другими методами.

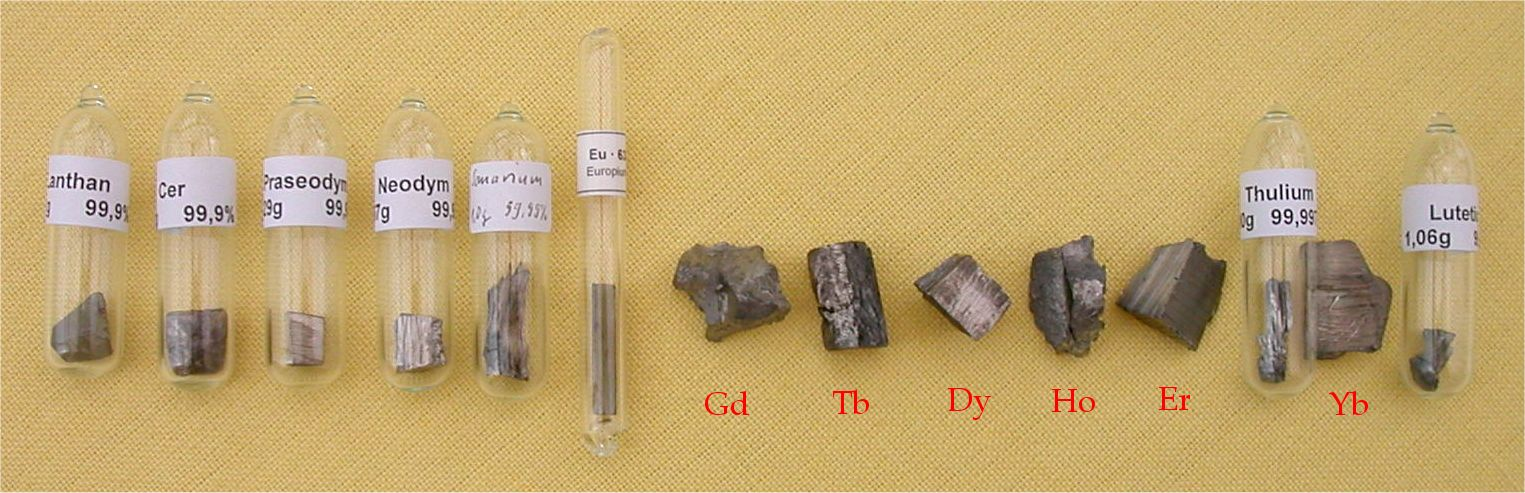
Образцы лантаноидов

По химическим свойствам и совместному нахождению в природе делятся на подгруппы:
- иттриевую (Y, La, Gd — Lu)
- цериевую (Ce — Eu)

По атомной массе лантаноиды делятся на:
- лёгкие (Ce — Eu)
- тяжёлые (Gd — Lu)

## Термин
Название «редкоземельные» (от лат. terrae rarae — «редкие земли») было дано в связи с тем, что они:
- сравнительно редко встречаются в земной коре (содержание (1,6—1,7)⋅10−2% по массе)
- образуют тугоплавкие, практически не растворимые в воде оксиды (такие оксиды в начале XIX века и ранее назывались «землями»).

Название «редкоземельные элементы» исторически сложилось в конце XVIII — начале XIX века, когда ошибочно считали, что минералы, содержащие элементы двух подсемейств, — цериевого (лёгкие — La, Се, Pr, Nd, Sm, Eu) и иттриевого (тяжёлые — Y, Gd, Tb, Dy, Ho, Er, Tm, Yb, Lu) — редко встречаются в земной коре. Однако по запасам сырья редкоземельные элементы не являются редкими, по суммарной распространённости они превосходят свинец в 10 раз, молибден — в 50 раз, вольфрам — в 165 раз.
Принятые в современной научной литературе сокращения:
- TR — лат. Terrae rarae — редкие земли.
- REE — англ. Rare-earth element — редкоземельные элементы.
- REM — англ. Rare-earth metal — редкоземельные металлы.
- РЗЭ — Редкоземельные элеме́нты

## История
В 1794 году финский химик Юхан Гадолин, исследуя рудные образцы вблизи шведского местечка Иттербю (позже в честь этой деревни были названы редкоземельные элементы иттрий, тербий, эрбий и иттербий), обнаружил неизвестную до того «редкую землю», которую назвал по месту находки иттриевой.
Позже, немецкий химик Мартин Клапрот разделил эти образцы на две «земли», для одной из которых он оставил имя иттриевой, а другую назвал цериевой (в честь открытой в 1801 году малой планеты Церера, которая, в свою очередь, была названа по имени древнеримской богини Цереры).
Немного спустя шведский учёный Карл Мосандер сумел выделить из того же образца ещё несколько «земель». Все они оказались оксидами новых элементов, получивших название редкоземельных. Ввиду сложности разделения оксидов, ложные объявления об открытии новых редкоземельных элементов исчислялись десятками. Совместно к 1907 году химики обнаружили и идентифицировали всего 16 таких элементов. На основе изучения рентгеновских свойств всем элементам были присвоены атомные номера 21 (скандий), 39 (иттрий) и от 57 (лантан) до 71 (лютеций), кроме 61. Решающий вклад в окончательное понимание редкоземов внесли также физики Нильс Бор и Генри Мозли, которые прояснили электронную структуру элементов и их положение в периодической таблице. 
По возрастанию атомного веса они расположились следующим образом:
| Z  | Символ | Имя       | Этимология                                                                              |
| -- | ------ | --------- | --------------------------------------------------------------------------------------- |
| 21 | Sc     | Скандий   | в честь Скандинавии                                                                     |
| 39 | Y      | Иттрий    | в честь шведской деревни Иттербю                                                        |
| 57 | La     | Лантан    | от греч. «скрытный»                                                                     |
| 58 | Ce     | Церий     | в честь малой планеты Церера, в свою очередь названной от имени богини Цереры           |
| 59 | Pr     | Празеодим | от греч. «зелёный близнец», из-за зелёной линии в спектре                               |
| 60 | Nd     | Неодим    | от греч. «новый близнец»                                                                |
| 61 | Pm     | Прометий  | от имени мифического героя Прометея, похитившего у Зевса огонь и передавшего его людям. |
| 62 | Sm     | Самарий   | по имени минерала самарскит, в котором был обнаружен                                    |
| 63 | Eu     | Европий   | в честь Европы                                                                          |
| 64 | Gd     | Гадолиний | в честь Юхана Гадолина                                                                  |
| 65 | Tb     | Тербий    | в честь шведской деревни Иттербю                                                        |
| 66 | Dy     | Диспрозий | от греч. «труднодоступный»                                                              |
| 67 | Ho     | Гольмий   | в честь Стокгольма                                                                      |
| 68 | Er     | Эрбий     | в честь шведской деревни Иттербю                                                        |
| 69 | Tm     | Тулий     | от старого названия Скандинавии                                                         |
| 70 | Yb     | Иттербий  | в честь шведской деревни Иттербю                                                        |
| 71 | Lu     | Лютеций   | от древнеримского названия Парижа                                                       |

Вначале ячейка под номером 61 была незаполненной, в дальнейшем это место занял прометий, выделенный из продуктов деления урана и ставший 17-м членом этого семейства.

## Химические свойства
Скандий, иттрий и лантаноиды имеют высокую реакционную способность. Химическая активность этих элементов особенно заметна при повышенных температурах. При нагревании до 300—400 °C металлы реагируют даже с водородом, образуя RH3 и RH2 (символ R выражает атом редкоземельного элемента). Эти соединения достаточно прочные и имеют солевой характер. При нагревании в кислороде металлы легко реагируют с ним, образуя оксиды: R2O3, CeO2, Pr6O11, Tb4O7 (лишь только Sc и Y при помощи образования защитной оксидной плёнки являются стойкими на воздухе, даже при нагревании до 1000 °C). Во время горения данных металлов в атмосфере кислорода выделяется большое количество тепла. При сгорании 1 г лантана выделяется 224,2 ккал тепла. Для церия характерной особенностью является свойство пирофорности — способность искриться при разрезании металла на воздухе.

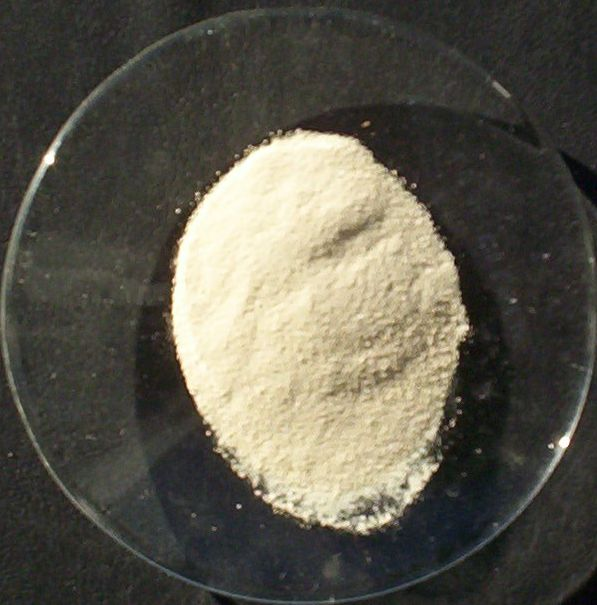
Диоксид церия

Лантан, церий и другие металлы уже при обычной температуре реагируют с водой и кислотами-неокислителями, выделяя водород. Из-за высокой активности к атмосферному кислороду и воде куски лантана, церия, празеодима, неодима и европия следует хранить в парафине, остальные из редкоземельных металлов окисляются плохо (за исключением самария, который покрывается плёнкой оксидов, однако не полностью разъедается ей) и их можно хранить в нормальных условиях без противоокислительных веществ.
Химическая активность редкоземельных металлов неодинакова. От скандия до лантана химическая активность возрастает, а в ряду лантан — лютеций — снижается. Отсюда следует, что наиболее активным металлом является лантан. Это обуславливается уменьшением радиусов атомов элементов от лантана до лютеция с одной стороны, и от лантана до скандия — с другой.
Эффект «лантаноидной контракции» (сжатия) приводит к тому, что следующие после лантаноидов элементы (гафний, тантал, вольфрам, рений, осмий, иридий, платина) имеют уменьшенные радиусы атомов на 0,2—0,3 Å отсюда и очень схожие их свойства со свойствами соответствующих элементов пятого периода.
В элементах — скандий, иттрий, лантан — d-оболочка предпоследнего электронного слоя только начинает образовываться, поэтому радиусы атомов и активность металлов в этой группе возрастают сверху вниз. Этим свойством группа отличается от других побочных подгрупп металлов, у которых порядок изменения активности противоположный.
Поскольку радиус атома иттрия (0,89 Å) близок к радиусу атома гольмия (0,894 Å), то по активности этот металл должен занимать одно из предпоследних мест. Скандий же из-за своей активности должен располагаться после лютеция. В этом ряду ослабляется действие металлов на воду.
Редкоземельные элементы чаще всего проявляют степень окисления +3. Из-за этого наиболее характерными являются оксиды R2O3 — твёрдые, крепкие и тугоплавкие соединения. Будучи основными оксидами, они для большинства элементов способны соединяться с водой и создавать основания — R(OH)3. Гидроксиды редкоземельных металлов малорастворимы в воде. Способность R2O3 соединяться с водой, то есть основная функция, и растворимость R(OH)3 уменьшаются в той же последовательности, что и активность металлов: Lu(OH)3, а особенно Sc(OH)3, проявляют некоторые свойства амфотерности. Так, кроме раствора Sc(OH)3 в концентрированном NaOH, получена соль: Na3Sc(OH)6·2H2O.
Поскольку металлы данной подгруппы активны, а их соли с сильными кислотами растворимы, они легко растворяются и в кислотах-неокислителях, и кислотах-окислителях.
Все редкоземельные металлы энергично реагируют с галогенами, создавая RHal3 (Hal — галоген). С серой и селеном они также реагируют, но при нагревании.

## Нахождение в природе
Как правило, редкоземельные элементы встречаются в природе совместно, нередко им сопутствуют уран и торий, как например в монаците и эвксените. Они образуют весьма прочные окислы, галоидные соединения, сульфиды. Для лантаноидов наиболее характерны соединения трёхвалентных элементов. Исключение составляет церий, легко переходящий в четырёхвалентное состояние. Кроме церия четырёхвалентные соединения образуют празеодим и тербий. Двухвалентные соединения известны у самария, европия и иттербия. По физико-химическим свойствам лантаноиды весьма близки между собой. Это объясняется особенностью строения их электронных оболочек.
Суммарное содержание редкоземельных элементов составляет более 100 г/т. Известно более 250 минералов, содержащих редкоземельные элементы. Однако к собственно редкоземельным минералам могут быть отнесены только 60 — 65 минералов, в которых содержание Ме2О3 превышает 5 — 8 %. Главнейшие минералы редких земель — монацит (Ce, La)PO4, ксенотим YPO4, бастнезит Ce[CO3](OH, F), паризит Ca(Ce, La)2[CO3]3F2, гадолинит Y2FeBe2Si2O10, ортит (Ca, Ce)2(Al, Fe)3Si3O12(O, OH), лопарит (Na, Ca, Ce)(Ti, Nb)O3, эшинит (Ce, Ca, Th)(Ti, Nb)2O6. Наиболее распространён в земной коре церий, наименее — тулий и лютеций. По правилам Комиссии по новым минералам и названиям минералов (КНМНМ) Международной минералогической ассоциации (IMA) минералы с большим количеством редкоземельного элемента (или близких к редкоземельным иттрия и скандия) в составе получают специальный суффикс, «уточнитель Левинсона», например, известны два минерала: гагаринит-(Y) с преобладанием иттрия и гагаринит-(Ce) с преобладанием церия.
Несмотря на неограниченный изоморфизм, в группе редких земель в определённых геологических условиях возможна раздельная концентрация редких земель иттриевой и цериевой подгрупп. Например, с щелочными породами и связанными с ними постмагматическими продуктами преимущественное развитие получает цериевая подгруппа, а с постмагматическими продуктами гранитоидов с повышенной щёлочностью — иттриевая. Большинство фторкарбонатов обогащено элементами цериевой подгруппы. Многие тантало-ниобаты содержат иттриевую подгруппу, а титанаты и титано-тантало-ниобаты — цериевую. Некоторая дифференциация редких земель отмечается и в экзогенных условиях. Изоморфное замещение редких земель между собой, несмотря на разницу в их порядковых номерах, обусловлено явлениями «лантаноидного сжатия»: с увеличением порядкового номера происходит достройка внутренних, а не внешних электронных орбит, в результате чего объём ионов не увеличивается.
Селективное накопление редкоземельных элементов в минералах и горных породах может быть обусловлено различиями в их радиусах ионов. Дело в том, что радиусы ионов лантаноидов закономерно уменьшаются от лантана к лютецию. Вследствие этого возможно преимущественное изоморфное замещение в зависимости от степени различия в размерах замещённых ионов редкоземельных элементов. Так, в скандиевых, циркониевых и марганцевых минералах могут присутствовать только редкие земли ряда лютеций — диспрозий; в урановых минералах преимущественно накапливаются минералы средней части ряда (иттрий, диспрозий, гадолиний); в ториевых минералах должны концентрироваться элементы цериевой группы; в состав стронциевых и бариевых минералов могут входить только элементы ряда европий — лантан.

## Производство

История добычи, тысячи тонн, 1950—2000.

До начала 1990-х годов основным производителем были США (месторождение Маунтин-Пасс). В 1986 году в мире произвели 36500 тонн оксидов редкоземельных металлов. Из них в США 17 000 тонн, СССР 8 500 тонн, Китай 6 000 тонн. В 1990-х годах в Китае происходит модернизация отрасли с участием государства. С середины 1990-х годов КНР становится крупнейшим производителем. В 2007—2008 годах в мире добывалось по 124 тыс. тонн редкоземельных элементов в год. Лидировал Китай, добывая до 120 тыс. тонн на месторождении Баян-Обо, принадлежащем государственной компании Inner Mongolia Baotou Steel Rare-Earth. В Индии 2 700 тонн, Бразилии 650 тонн. В 2010-х годах Китай проводит политику ограничения добычи и экспорта редкоземельных металлов, что стимулировало рост цен и активизацию добычи в других странах.
На конец 2008 года данные по запасам следующие: Китай 89 млн тонн, СНГ 21 млн тонн, США 14 млн тонн, Австралия (5,8 млн тонн), Индия 1,3 млн тонн, Бразилия 84 тыс. тонн. Сообщается также о значительных запасах РЗМ в Казахстане
В 2011 году японская группа обнаружила залежи редкоземельных руд на дне Тихого океана, проверив образцы грунта из 80 мест с глубин от 3,5 до 6 км. По некоторым оценкам, эти залежи могут содержать до 80-100 млрд тонн редкоземельных материалов. Концентрация элементов в руде оценивалась на уровне до 1-2,2 частей на тысячу для иттрия и до 0,2 — 0,4 частей на тысячу для тяжёлых РЗЭ; лучшие подземные месторождения имеют на порядок более высокую концентрацию.
Летом 2024 года норвежская горнорудная компания Rare Earths Norway заявила об открытии на востоке Норвегии крупнейшего в Европе месторождения с содержанием РЗМ 8,8 млн тонн. Ранее сообщалось об открытии крупных месторождений редкоземельных элементов на шельфе Норвегии и вблизи острова Шпицберген.
В 2025 году об открытии крупного месторождения редкоземельных элементов, названного «Новый Казахстан», заявило Министерства индустрии и строительства РК. Оно находится в Карагандинской области и содержит (по предварительным оценкам) до 1 млн тонн церия, лантана, неодима и иттрия. Глубина залежей достигает 300 метров, а среднее содержание редкоземельных элементов составляет 700 граммов на тонну. 

### В СССР и в России
В СССР промышленная добыча редкоземельных металлов велась с 1950-х годов в РСФСР, Казахстане, Киргизии, Эстонии и на Украине и достигала 8 500 тонн в год. После распада СССР и промышленного коллапса производственные цепочки получения редкозёмов начали распадаться. Этому способствовала и относительная бедность руд основных месторождений.
По заявлениям российских чиновников, на 2024 год Россия занимала второе место в мире по запасам редкоземельных элементов (28,7 млн тонн), однако добыча составляла не более 1%, переработка практически отсутствовала, а доля импорта составляла до 90% от потребностей в РЗЭ.
Обширная отечественная сырьевая база редкоземельных металлов привязана главным образом к апатит-нефелиновым месторождениям в Мурманской области. Ловозерский ГОК добывает руду на Ловозерском месторождении (содержит 2,6 млн т оксидов РЗМ) и обогащает её, производя лопаритовый концентрат. Мощность ГОКа составляет около 8 тыс. т. концентрата в год, но её предполагается увеличить до 10–12 тыс. т.
Основным производителем редкоземельной продукции в России является Соликамский магниевый завод. Предприятие производит из лопаритового концентрата полуфабрикаты — карбонаты и оксиды самария, европия, гадолиния, лантана, неодима, прометия, церия. За первое полугодие 2023 года СМЗ выпустил 962 т карбонатов РЗМ.
В 2010 году Росатом и Ростех создали рабочую группу по редкоземельным элементам. В 2013 году Минпромторг принимает программу по развитию добычи редкоземельных элементов стоимостью 145 млрд руб. до 2020 года. В 2016 году обнуляется налог на добычу полезных ископаемых для редкоземельных элементов.
В 2014 году началась разработка проектов освоения крупнейшего в мире месторождения Томтор в Якутии и строительства нового Краснокаменского гидрометаллургического комбината в Забайкальском крае. Начало производства намечено на 2023 год. Планируется производить около 14 000 тонн феррониобия и около 16 000 тонн оксидов РЗМ. В 2016 году на новгородском заводе компании Акрон запущен цех переработки апатитовых руд мощностью 200 тонн разделённых оксидов редкоземельных элементов в год. В 2018 году в подмосковном городе Королёв было запущено экспериментальное производство с получением оксидов индивидуальных элементов: La2O3, Ce2O3, Nd2O3 мощностью 130 тонн. Планируется возобновить производство полного цикла мощностью до 3600 тонн разделённых оксидов на базе Соликамского магниевого завода в Пермском крае.
В 2024 году на площадке АО «Русредмет» запущена опытная разделительная линия, на которой была апробирована технология, разработанная по заказу Росатома для последующего масштабирования на площадях ОАО «Соликамский магниевый завод». Она предназначена для глубокой переработки коллективного концентрата, остающегося после получения ниобия, тантала и титана и позволяет получать индивидуальные оксиды легкой группы лантаноидов - лантан, церий, празеодим и неодим.
В конце июня 2024 года на оперативном совещании Михаила Мишустина с вице-премьерами была утверждена обновленная "Стратегия развития минерально-сырьевой базы до 2050 года". РЗЭ вместе с другими стратегическим минеральным сырьем (уран, марганец, хром, титан, бокситы, молибден, вольфрам, литий, бериллий, цирконий, графит) попали в третью группу значимых полезных ископаемых. Это наиболее дефицитные виды полезных ископаемых, внутреннее потребление которых в существенной степени обеспечивается импортом и, следовательно, подлежащие максимально возможному импортозамещению путём организации добычи и производства в РФ.
В марте 2025 года стартовал федеральный проект «Развитие отрасли редких и редкоземельных металлов», ставший составной частью национального проекта «Новые материалы и химия». В рамках федерального проекта будет выделено 60 млрд.руб на поддержку производства РЗМ - субсидии выделяются на НИОКР, льготное кредитование, финансирование в рамках специальных инвестиционных контрактов (СПИК) и таможенно-тарифного регулирования. Планируется 2030 году выйти на объём собственного производства в 3 тысячи тонн и полностью удовлетворить внутренний спрос.

## Применение
Редкоземельные элементы используют в различных отраслях техники: в радиоэлектронике, приборостроении, атомной технике, машиностроении, химической промышленности, в металлургии и др. Широко применяют La, Ce, Nd, Pr в стекольной промышленности в виде оксидов и других соединений. Эти элементы повышают светопрозрачность стекла. Редкоземельные элементы входят в состав стёкол специального назначения, пропускающих инфракрасные лучи и поглощающих ультрафиолетовые лучи, кислотно- и жаростойких стёкол. Большое значение получили редкоземельные элементы и их соединения в химической промышленности, например, в производстве пигментов, лаков и красок, в нефтяной промышленности как катализаторы. Редкоземельные элементы применяют в производстве некоторых взрывчатых веществ, специальных сталей и сплавов, как газопоглотители. Монокристаллические соединения редкоземельных элементов (а также стёкла) применяют для создания лазерных и других оптически активных и нелинейных элементов в оптоэлектронике. На основе Nd, Y, Sm, Er, Eu с Fe-B получают сплавы с рекордными магнитными свойствами (высокие намагничивающая и коэрцитивная силы) для создания постоянных магнитов огромной мощности, по сравнению с простыми ферросплавами. Эти мощные магниты весьма востребованы при выпуске электродвигателей для БПЛА.
Потребление редкоземельных металлов в России сейчас составляет порядка 2 - 3 тыс. тонн в год и имеет тенденцию к росту . Примерно 70 % используется в электронике, несколько сотен тонн в год также необходимо для выпуска катализаторов для нефтепереработки, меньшее количество применяется при производстве магнитов и в оптике. В целом лишь около четверти редкоземельных металлов в России используется для производства продукции гражданского назначения, остальное — для выпуска изделий военно-технического назначения.
Основные потребители редкоземельных металлов в России — предприятия, входящие в структуру «Ростеха»: «Росэлектроника», «Объединённая двигателестроительная корпорация», холдинг «Швабе» и т. д.

### Рынок редкоземельных элементов
Согласно  обзору компании Verified Market Research (VMR), объём мирового рынка редкоземельных элементов в 2023 году составил $4,84 млрд и он может вырасти до $10,78 млрд к 2030 году. По данным исследовательской компании Research and Markets объём этого рынка должен вырасти с $7,05 млрд в 2023 году до $7,62 млрд в 2024 и до $9,38 млрд в 2028.
Большую часть рынка редкоземельных металлов контролирует Китай: по итогам 2023 года КНР выпустила 240 тыс. тонн РЗМ, или 69% из 350 тыс. тонн, произведенных во всём мире.
Согласно Shanghai Metals Market, самыми дешевыми редкоземельными элементами являются лантан (применение: катализаторы для крекинга нефти, люминофоры, коррозионностойкие и жаропрочные сплавы) и церий (источники света, катализаторы, огнеупорные, термоэлектрические и абразивные материалы). Их средняя цена в 2024 году была около 25 тыс. юаней (~ $3,4 тыс.) за тонну. Самым дорогим редкоземельным элементом является скандий (аэрокосмическая отрасль, лазеры, МГД генераторы, солнечные батареи, рентгеновские зеркала). Его цена, в зависимости от чистоты, достигает 26,5 – 33,5 млн. юаней ($3,6–4,6 млн.) за тонну.

## Физиологическое действие и токсикология редкоземельных металлов
Многие редкоземельные элементы не играют ярко выраженной биологической роли в организме человека (например, скандий, иттербий, лютеций, тулий, и другие).
Системная токсичность многих редкоземельных металлов низкая.